# Vibhavadi
Vibhavadi (em tailandês: อำเภอวิภาวดี) é um distrito da província de Surat Thani, no sul da Tailândia. É um dos 19 distritos que compõem a província. Sua população, de acordo com dados de 2012, era de 15 125 habitantes. Sua área territorial é de 543,5 km².
Há três templos budistas no distrito, todos do ramo Mahayana.
- Pho Noi (โพธิ์ น้อย)
- Aran Ya Ram (อรัญ ญา ราม)
- Vibhavadi Wana Ram (วิภาวดี วนาราม)